# 翁明輝 (竹編藝師)
翁明輝（1935年—），出生於臺南市關廟區東勢里，是臺灣一位竹編藝師。翁明輝精通竹编工艺，以编织竹盾闻名。在竹种上，他更喜欢带刺的竹子作为创作材料。在创作上，他是台湾早期为数不多能同时结合竹、藤、牛皮等材料的竹匠之一。

## 生平
翁明辉生于臺南市關廟區东十里。1947年，翁明辉小学毕业后，开始与友人置办竹器，先后游历冈山、桥头、楠梓、高雄、凤山等地。赶集（市载、揽子载会）至1956年入伍； 1969年，因当地庙会急需用竹盾牌，继父将借来的盾牌卖掉，因重做返盲患上青光眼，翁明辉在口述下学会了制作竹盾牌他的继父和他母亲的指导。
70年代台湾竹业兴盛，竞争激烈；与技术大师传承竹艺的各种竹艺会所不同，在台湾以传统竹编工艺编织竹篾的翁明辉在70年代并不像其他竹艺人那样红火。竹器生意不景气时，他从事垃圾填埋工程，为厂区铺设防水塑料布，挖竹笋谋生。
经历过竹器的淡季和旺季以及市场的变化，翁明辉意识到，竹器要想销售成功，就需要根据淡季和旺季来生产、生产和销售不同的产品。以稳定经济的季节；竹子的来源质量密切相关。翁明辉还投资种植竹子，降低材料成本，稳定品质。
20世纪70年代，虽然他没有像其他竹匠一样靠出口竹器赚取大量收入，但他坚持台湾传统竹编工艺，继续在台南编织竹盾等符合台南在地文化需要的竹器，让翁明辉a 台南最具代表性的传统工艺保存者。
1987年应第五届文化发展协会邀请到“民俗剧场”活动表演竹盾编织，1997年应邀到“台湾平民文化之旅”活动表演，并被台南市推荐1998年县文化馆。参与首届传统工艺奖，2010年开始协助台南县官庙社区大学等单位将竹编技艺数位记录。
拥有近60年的竹编创作经验，翁明辉于2013年被台南市竹业协会聘为名誉会员。2014年，台南市将“竹藤制作盾牌”登记为市级传统技艺，翁明辉被登记为作为这一传统技艺的传承者，2016年作为重要的竹编艺人与卢景知、莫永冲一起被正式收录在《长织竹梦》一书中，记录其技艺；台湾竹匠所编织的竹盾仅存。

### 腳註
1. ↑  李宜杰. . 中時新聞網. 2020-09-12  [2022-05-02]. （原始内容存档于2022-05-02） （中文（繁體））.
2. ↑  . 文資紀錄研究系列/長編竹夢：關廟竹編藝師技法專輯-臺南市政府文化局出版品資訊網.   [2023-01-19]. （原始内容存档于2023-03-22） （英语）.
3. ↑  . www.taiwan-bamboo.org. 2020-09-15  [2023-01-19]. （原始内容存档于2023-03-21） （中文（臺灣））.

### 其他
- 臺南縣關廟鄉公所編印。 《關廟風情導覽手冊》。臺南縣關廟鄉公所，2002。
- 臺南縣關廟鄉公所編印。 《濃濃關廟情 戀戀香洋風》。臺南縣關廟鄉公所，2010。

## 外部連結
- 臺南市政府文化局 （页面存档备份，存于）
- 臺南市文化資產管理處 （页面存档备份，存于）